# Колоколо
Колоколо (Leopardus colocolo) је врста сисара из породице мачака (Felidae), која насељава Јужну Америку. Број признатих подврста се разликује зависно од извора и од тога да ли су пампаска и пантаналска мачка признате као посебне врсте или нису.

## Распрострањење
Колоколо, пампаска и пантаналска мачка имају станиште у Чилеу, Аргентини, Боливији, Бразилу, Еквадору, Парагвају, Перуу и Уругвају.

## Станиште
Колоколо има станиште на копну.

## Подврсте
Подврсте колокола:
-Leopardus colocolo (Molina, 1782)
- (Garcia-Perea, 1994)

Подврсте пампаске мачке, којa по неким изворима није посебна врста, већ скупина подврста колокола:
-Leopardus pajeros (Desmarest, 1816)
- (1941)
- (Matschie, 1912)
- (1941)
- (Lönnberg, 1913)

Подврсте пантаналске мачке, којa по неким изворима није посебна врста, већ скупина подврста колокола:
-Leopardus braccatus (Cope, 1889)
- (Ximenez, 1961)

## Угроженост
Ова врста је на нижем степену опасности од изумирања, и сматра се скоро угроженим таксоном.

### Популациони тренд
Популација ове врсте се смањује, судећи по расположивим подацима.